# Kardinalsrat
Der Kardinalsrat (auch K9-Rat) ist ein päpstliches Beratergremium zur Reform der Leitung der römisch-katholischen Kirche, das von Papst Franziskus eingerichtet wurde.

## Aufgabe
Im sogenannten „Vorkonklave“ der Papstwahl 2013 äußerten viele Kardinäle Kritik an der Arbeitsweise der Kurie und forderten eine Stärkung der Ortskirchen. Bald nach seiner Wahl griff der neu gewählte Papst Franziskus diese Anliegen auf und berief am 13. April 2013 zunächst acht Kardinäle, die ihn bei einer Kurienreform beraten sollten; später kam ein neunter dazu.
Mit einem päpstlichen Handschreiben vom 28. September 2013 wurde das Gremium zu einer dauerhaften Einrichtung erhoben, mit der Aufgabenstellung, „dem Heiligen Vater bei der Regierung der Weltkirche behilflich“ zu sein „und mit ihm ein Revisionsprojekt für die Apostolische Konstitution Pastor Bonus über die Römische Kurie“ auszuarbeiten. Im gleichen Schreiben erhielt das Gremium auch einen Namen: Consiglio di Cardinali.
Der Sprecher des Heiligen Stuhls, Federico Lombardi, wies mehrfach darauf hin, dass der Kardinalsrat keine eigenen Dokumente erarbeiten werde, sondern ausschließlich eine beratende Funktion habe und der Papst sich alle Entscheidungen vorbehalte.

## Mitglieder

### Aktuelle Mitglieder
Mitglieder des Kardinalsrates sind seit der Neubesetzung des Rates durch den Papst am 7. März 2023 die Kardinäle:
- Pietro Parolin (Kardinalstaatssekretär) (seit 2014)
- Fernando Vérgez Alzaga (Präsident des Governatorats der Vatikanstadt) (seit 2023)
- Fridolin Ambongo Besungu (Erzbischof von Kinshasa im Kongo) (seit 2020)
- Oswald Gracias (Emeritierter Erzbischof von Bombay, Präsident der Föderation der Bischofskonferenzen in Asien) (seit 2013)
- Seán Patrick O’Malley (Emeritierter Erzbischof von Boston, Vorsitzender der Päpstlichen Kommission für den Schutz von Minderjährigen) (seit 2013)
- Juan José Omella Omella (Erzbischof von Barcelona) (seit 2023)
- Gérald Cyprien Lacroix (Erzbischof von Québec) (seit 2023)
- Jean-Claude Hollerich (Erzbischof von Luxemburg) (seit 2023)
- Sérgio da Rocha (Erzbischof von São Salvador da Bahia) (seit 2023)

Als Sekretär des Kardinalsrates fungiert seit Oktober 2020 Kurienbischof Marco Mellino.

### Frühere Mitglieder
Ehemalige Mitglieder des Rates sind:
- Óscar Rodríguez Maradiaga (Erzbischof von Tegucigalpa, Koordinator des Rates), von 2013 bis 2023
- Giuseppe Bertello (Präsident des Governatorats der Vatikanstadt), von 2013 bis 2023
- Reinhard Marx (Erzbischof von München und Freising), von 2013 bis 2023
- Francisco Javier Errazuriz Ossa (Erzbischof von Santiago de Chile), von 2013 bis 2018
- Laurent Monsengwo Pasinya (Erzbischof von Kinshasa), von 2013 bis 2018
- George Pell (Erzbischof von Sydney), von 2013 bis 2018

Sekretär war von der Gründung 2013 bis 2020 Marcello Semeraro (Bischof von Albano).

## Arbeit
Noch vor der ersten Sitzung des Kardinalsrates machte Papst Franziskus deutlich, dass er angesichts einer oftmaligen „Selbstbezogenheit“ der Kurie dringenden organisatorischen und inhaltlichen Reformbedarf der Weltkirche sehe.
In der ersten Sitzungsperiode vom 1. bis 3. Oktober 2013 wurden auf Basis von etwa 80 Reformvorschlägen von Bischöfen und Kurienmitgliedern zum einen Fragen der Leitung der Weltkirche besprochen. So solle eine neue Kurienverfassung die bisherige Apostolische Konstitution Pastor Bonus ablösen und eine bessere Koordinierung der Kurialbehörden erreicht werden. Der Kardinalsrat stellte zudem „die Natur des ‚Dienstes‘ der Kurie an der Weltkirche und den Ortskirchen in den Vordergrund“ und widmete sich Fragen des Standes der Laien in der Kirche.
Eine zweite Sitzungsperiode fand vom 3. bis 5. Dezember 2013 statt. Dabei wurde die Überprüfung der Kurie fortgesetzt, wobei sich der Rat dieses Mal auf die Kongregation für den Gottesdienst und die Sakramentenordnung konzentrierte. In einer Presseaussendung wurde betont, dass die Überarbeitung der Konstitution Pastor Bonus möglicherweise so tiefgreifend ausfallen wird, dass man sie als neue Kurienverfassung ansehen könne. Außerdem schlug der Kardinalsrat vor, eine Kommission zum Schutz von Minderjährigen einzurichten. Die Päpstliche Kommission für den Schutz von Minderjährigen, die daraufhin von Franziskus eingerichtet wurde, wird von Kardinal O’Malley geleitet.
Eine dritte Sitzungsperiode fand Mitte Februar 2014 statt. Dabei berieten sich die Kardinäle und Papst Franziskus unter anderem über die sogenannte Vatikanbank IOR. Im Anschluss wurde das Wirtschaftssekretariat des Vatikans gegründet, das für die wirtschaftliche Kontrolle und Überwachung der Institutionen des Heiligen Stuhls und des Staates Vatikanstadt zuständig ist.
Im Februar 2015 traf der K9-Rat erneut zusammen und beriet über die Fusion einer Reihe von Dikasterien. So soll eine neue Dikasterie für „Laien, Familie und Leben“ geschaffen werden, die den Päpstlichen Rat für die Laien und den Päpstlichen Rat für die Familie vereinen wird, sowie eine Dikasterie für „Caritas, Justitia et Pax“, die aus dem Päpstlichen Rat „Cor Unum“ und dem Päpstlichen Rat für Gerechtigkeit und Frieden hervorgeht. Das Staatssekretariat soll eine stärkere koordinierende Funktion innerhalb der Kurie wahrnehmen. Anschließend an die dreitägigen Beratungen wurde die bisherige Arbeit des Rats erstmals dem gesamten Kardinalskollegium präsentiert.
Im Konsistorium wurden über 60 Anträge der Kardinäle eingebracht, die die Kurienreform betreffen. Diese Anträge wurden vom K9-Rat im April 2015 genauer bearbeitet und zur Kenntnis genommen. Zudem beschäftigte sich der Rat mit der Reorganisation der dem Vatikan gehörenden Medien.
Die Einrichtung einer Justizkommission in der Kongregation für die Glaubenslehre, die Fälle von Amtsmissbrauch von Bischöfen im Zusammenhang mit dem Missbrauch Minderjähriger durchführen soll, wurde im Juni 2015 vom Kardinalsrat gebilligt und an den Papst weitergeleitet. Der Vorschlag war von der Kommission für den Schutz von Minderjährigen vorbereitet worden. Im September 2015 beschäftigte sich der Kardinalsrat mit den Anforderungen und Qualitäten, die ein Bischof in der heutigen Zeit benötige und wie das Vorhandensein dieser Qualitäten vor einer Ernennung überprüft werden könnten. Im Dezember 2015 und April 2016 wurden die Beratungen über zwei neue Dikasterien, die neue Kurienverfassung und die wirtschaftliche Reform des Vatikans fortgesetzt. Der Kardinalsrat beschäftigte sich bei seinen Treffen zwischen 2016 und 2020 vor allem damit, den Entwurf der neuen Kurienverfassung zu erstellen und zu überarbeiten. Im Juni 2018 verabschiedete er den Entwurf einer neuen Kurienordnung, der den vorläufigen Titel Praedicate Evangelium trägt und Pastor bonus ablösen soll. Der Entwurf wurde, nachdem er dem Papst vorgelegt wurde, kanonisch geprüft und Stellungnahmen von Bischofskonferenzen und Dikasterien eingeholt. Außerdem nahmen Arbeitstreffen mit leitenden Kurienmitgliedern einen Teil der Zusammenkünften des K9-Rats ein, bei denen Fortschritte bei den bereits erfolgenden Umstrukturierungen besprochen wurden.
Bei seinem Zusammentreffen im September 2018 beschäftigte sich der Kardinalsrat mit Vorwürfen der Vertuschung durch die Kurie von sexuellem Missbrauch in der Kirche. Als Resultat dieser Besprechungen kündigte Papst Franziskus ein Bischofstreffen zum Schutz von Minderjährigen an, das im Februar 2019 stattfand und zu Vorschriftenänderungen sowohl im Vatikan als auch der Weltkirche führte.
Im Jahr 2019 legte der Kardinalsrat die Modalitäten für die Konsultationen zum Entwurf von Praedicate Evangelium fest. Zudem wurden erste Rückmeldungen aus kirchlichen Institutionen eingearbeitet. Im Dezember 2019 debattierte das Gremium eingehender über die Dezentralisierung in der Kirchenführung sowie den Aufstieg von Laien in Entscheidungsfunktionen der Kirche. Referiert wurde innerhalb der Runde über die Arbeiten der Amazoniensynode und den „Synodalen Weg“ der Kirche in Deutschland.
Während zunächst davon ausgegangen worden war, dass die neue Konstitution im Frühling 2020 in Kraft treten würde, musste der Zeitplan u. a. aufgrund der Covid-19-Pandemie stark verschoben werden. Im Oktober 2020 gab der Vatikan bekannt, dass die verwaltungstechnischen Änderungen bereits in Umsetzung seien.
Im Mai 2021 trat der Kardinalsrat virtuell zusammen. Die Mitglieder tauschten sich über die „wirtschaftlichen und sozialen Folgen der anhaltenden Covid-19-Pandemie“ aus und besprachen, wie das „Engagement der Kirche für die Gesundheit, die wirtschaftliche Erholung und die Unterstützung der Bedürftigsten“ aussehen kann. Ende 2021 und Anfang 2022 waren die bevorstehende Weltsynode und das Prinzip der Synodialität als Prozess des Zuhörens Gesprächsthema zwischen Papst Franziskus und seinen Beratern.
Die Diskussion über eine Dezentralisierung der Weltkirche führte Anfang 2022 zum „Motu Proprio“ Competentias quasdam decernere. Mit dem Motu Proprio Fidem servare änderte der Papst die Struktur der Kongregation für die Glaubenslehre. Im März 2022 stellte der Vatikan die Konstitution Praedicate Evangelium offiziell vor.

## Andere Verwendung des Begriffes
Der Begriff Kardinalsrat wird auch in Bezug auf andere Gremien verwendet. So gibt es den Kardinalsrat zur Untersuchung der organisatorischen und wirtschaftlichen Angelegenheiten des Heiligen Stuhles und des Staates der Vatikanstadt (kurz Kardinalsrat für Wirtschaftsfragen). Von verschiedenen Medien wird der hier beschriebene Kardinalsrat fälschlich auch als „Kardinalskommission“ bezeichnet. Allerdings gab es in den letzten Jahrzehnten verschiedene Kardinalskommissionen (die sich etwa mit dem Holländischen Katechismus, der Piusbruderschaft oder der Kodifizierung des Kanonischen Rechts beschäftigen).